# Phare nord de Pentwater

Le phare nord de Pentwater (en anglais : Pentwater North Pierhead Light), est un phare du lac Michigan, sur la péninsule inférieure du Michigan situé sur la jetée nord du port de Pentwater, dans le Comté d'Oceana, Michigan. 
Ce phare est inscrit au Registre national des lieux historiques depuis le 11 janvier 2001 sous le n° 00001638.

## Historique
En 1855, Charles Mears (en) a construit un canal du lac Pentwater au lac Michigan, pour répondre à ses intérêts d'exploitation forestière. En 1858, il a construit une jetée dans le lac Michigan où les navires pouvaient accoster. La première construction du canal était relativement peu profonde, mais Mears a continué à l'améliorer, et en 1865, il était suffisamment profond pour qu'un bateau à vapeur, le Daylite, puisse naviguer dans le lac Pentwater . 
En 1868, le gouvernement américain a commencé à élargir et à améliorer le canal de Mears. En 1873 un phare à pans de bois, de 10 m de haut, a été construit sur la jetée sud. En 1937, toute la structure de la jetée a été remplacée par le Corps du génie de l'armée des États-Unis par une jetée en béton. En 1937, l'actuel phare sud de Pentwater a été érigé. 
En 1987, le phare nord a été construit avec une optique moderne de 300 mm. 

## Description
Le phare actuel est une tour circulaire en acier, avec une balise solaire au sommet, de 11 m de haut. La tour est peinte en blanc avec une bande centrale verte. Il émet, à une hauteur focale de 13 m, une lumière verte par période de 2.5 secondes. Sa portée est de 9 milles nautiques (environ 17 km). Il est équipé d'une corne de brume émettant un souffle de deux secondes par période de 15 secondes, au besoin.
Identifiant  : ARLHS : USA-594 ; USCG :  7-18620 .

### Lien connexe
- Liste des phares au Michigan